# Correlograma

Ejemplo de un correlograma

En el análisis de los datos, un correlograma es una imagen de la correlación de estadísticas. Por ejemplo, en el análisis de series temporales, el correlograma, también conocido como un gráfico de autocorrelación, es una representación gráfica de las autocorrelaciones de la muestra {\displaystyle r_{h}\,} versus {\displaystyle h\,} (el tiempo).
Si se utiliza la correlación cruzada, el resultado se llama una correlograma cruzado. El correlograma es una herramienta comúnmente usada para el control de aleatoriedad en un conjunto de datos . Esta aleatoriedad se determina calculando autocorrelaciones para los valores de datos en diferentes lapsos de tiempo. Si es al azar, tales autocorrelaciones deben estar cerca de cero para todas las separaciones de retardo de tiempo. Si no es aleatoria, una o más de las autocorrelaciones seguidas serán significativamente diferente de cero.
Además, los correlogramas se utilizan en la etapa de identificación de la metodología de Box-Jenkins en modelos autorregresivos de media móvil de series temporales. Las autocorrelaciones deben estar al azar y cerca de cero, ya que si el analista no comprueba la aleatoriedad, la validez de muchas de las conclusiones estadísticas se vuelven sospechosas. La autocorrelación es una excelente manera de comprobar tal aleatoriedad.

## Aplicaciones
El correlograma puede ayudar a proporcionar respuestas a las siguientes preguntas:
- ¿Son datos tomados al azar?
- ¿Está una observación relacionada con una observación de al lado?
- ¿Está una observación relacionada con una observación dos veces eliminada? (Etc.)
- ¿Es el tiempo observado una serie de ruido blanco ?
- ¿Es la serie de tiempo observada sinusoidal?
- ¿Es la serie de tiempo observada autorregresiva?
- ¿Qué modelo es apropiado para la serie de tiempo observada?
- ¿Es el modelo

{\displaystyle Y=\mathrm {constant} +\mathrm {error} }
válido y suficiente? 
- ¿Es la fórmula válida? {\displaystyle s_{\bar {Y}}=s/{\sqrt {N}}}